# Saulspoort
Saulspoort (ou Moruleng) est un village de la province du Nord-Ouest en Afrique du Sud.